# Olinga jeanae
Olinga jeanae är en nattsländeart som beskrevs av Mcfarlane 1966. Olinga jeanae ingår i släktet Olinga och familjen Conoesucidae. Inga underarter finns listade i Catalogue of Life.